# Jan Szczepański
Jan Szczepański (n. 14 septembrie 1913, Ustroń - d. 16 aprilie 2004, Varșovia) a fost un sociolog polonez, membru corespondent al Academiei Poloneze de Științe și președinte al Asociației Internaționale de Sociologie (1966-1970).

## Biografie
A studiat sociologia la Universitatea din Poznań. După finalizarea studiilor, în 1936 a ocupat postul de asistent și doctorand al profesoarei Floriana Znaniecki. Între 1945 și 1970 a activat didactic la Universitatea din Łódź. În anul 1952 a obținut titlul de profesor și între 1952-1956 a fost rectorul Universității din Łódź. Din 1968 a funcționat ca director al Institutului de filozofie și sociologie al Academiei Poloneze de Științe.
Printre lucrările sale cele mai reprezentative se numără:
- Inteligencja i społeczeństwo (1957)
- Socjologia. Rozwój problematyki i metod (1961)
- Elementarne pojęcia socjologii (1963)
- Socjologiczne zagadnienia wyższego wykształcenia (1963)
- Rozważania o Rzeczypospolitej (1971)
- Raport o stanie oświaty (1973)
- Zmiany społeczeństwa polskiego w procesie uprzemysłowienia (1974)
- Sprawy ludzkie (1978)
- Konsumpcja a rozwój człowieka (1981)
- Polska wobec wyzwań przyszłości (1987)
- O indywidualności (1988)
- Polskie losy (1993)
- Wizje naszego czasu (1995)